# Pedro Taques de Almeida Pais Leme
Pedro Taques de Almeida Pais Leme (São Paulo, junio de 1714 - São Paulo, 3 de marzo de 1777) fue un militar, genealogista, intelectual e historiador brasileño.

## Biografía
Era hijo de Bartolomeu y Leonor de Siqueira, sobrino nieto de Fernão Dias Pais Leme y sobrino tataranieto de Brás Cubas. Sargento mayor, fue trasladado a las minas de Goiás donde se encargó de crear y organizar la recaudación de impuestos, como la capitación, los quintos de oro y la derrama. De vuelta a São Paulo, fue nombrado guarda mayor de las minas de oro. Vivió en el contexto del ciclo del oro del Brasil colonial (1700-1800).
Entre sus obras destacan "Nobiliarquia Paulistana Histórica e Genealógica" (en tres volúmenes) y la "História da Capitania de São Vicente" que son referencias obligadas en sus respectivos temas.
También escribió un informe histórico sobre la expulsión de los jesuitas de São Paulo.